# Zhou Lulu

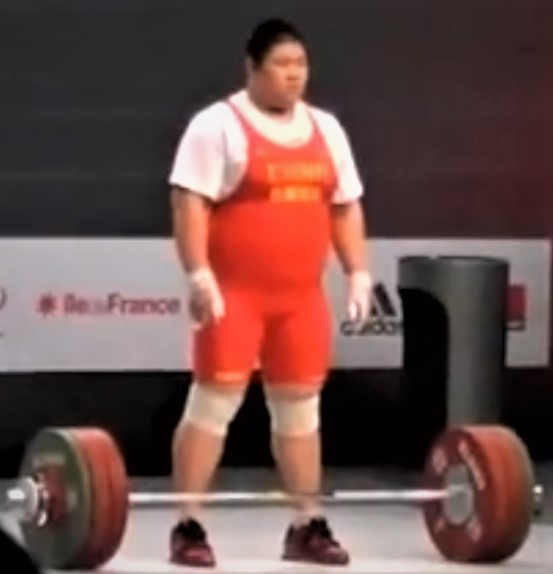
Zhou Lulu, 2011

Zhou Lulu (chinesisch 周璐璐, Pinyin Zhōu Lùlu; * 19. März 1988 in Yantai in der Provinz Shandong) ist eine chinesische Gewichtheberin. Sie wurde 2012 in London Olympiasiegerin im Schwergewicht.

## Werdegang
Zhou Lulu wurde 1999 bei einem Talentsucheverfahren an ihrer Grundschule entdeckt, weil sie für das Gewichtheben schon damals hervorragende physische Voraussetzungen mitbrachte. Diese Einschätzung erwies sich als absolut richtig, denn im Laufe der Jahre wuchs sie zu einer hervorragenden Gewichtheberin heran. Sie ist zwischenzeitlich Armeeangehörige und ihr Trainer ist Jang Zhijun. Bei einer Größe von 1,75 Metern startet sie im Schwergewicht und bringt ca. 135 kg auf die Waage.
2009 wurde sie chinesische Vize-Meisterin im Schwergewicht und schaffte bei dieser Meisterschaft im Reißen mit 148 kg einen Weltrekord, der aber aufgrund der Bestimmungen des internationalen Gewichtheberverbandes (IWF) als solcher nicht anerkannt werden konnte, weil Weltrekorde nur bei internationalen Meisterschaften erzielt werden können.
2011 belegte sie in Tongling bei den asiatischen Meisterschaften mit einer Zweikampfleistung von 299 kg (142–158) den 2. Platz. Im gleichen Jahr siegte sie auch bei der Weltmeisterschaft in Paris mit 328 kg (146–182 ) vor Tatjana Kaschirina, Russland, 322 kg (147–175) und Mariam Ushman, Nigeria, 273 kg (117–156 ).
Den größten Erfolg in ihrer bisherigen Laufbahn feierte Zhou Lulu dann bei den Olympischen Spielen 2012 in London. Sie siegte dort im Schwergewicht mit der neuen Weltrekordlast im Zweikampf von 333 kg (146–187) vor Tatjana Kaschirina, die auf 332 kg (151–181) kam und ihr einen großen Kampf lieferte. Ausschlaggebend für den Sieg von Zhou Lulu war ihre Stärke im Stoßen.
Bei der Weltmeisterschaft 2013 in Wrocław traf Zhou Lulu wieder auf Tatjana Kaschirina. Nach dem Reißen führte sie mit 4 kg Vorsprung. Im Stoßen schaffte sie 182 kg, wurde aber in dieser Disziplin von Tatjana Kaschirina mit 190 kg klar übertroffen, so dass sie sich bei dieser Weltmeisterschaft mit dem 2. Platz im Zweikampf begnügen musste. Im Reißen wurde sie mit 146 kg Weltmeisterin.
Im April 2014 wurde sie wiederum chinesische Meisterin und erzielte dabei im Zweikampf 323 kg (142–181). Im September 2014 gewann sie auch bei den Asienspielen in Incheon/Südkorea. Sie war dabei in hervorragender Form und meisterte im Zweikampf 334 kg (142–192). Mit ihrer Leistung im Stoßen von 192 kg erzielte sie dabei einen neuen Weltrekord. Bei der Weltmeisterschaft 2014 in Almaty war sie nicht am Start.

## Internationale Erfolge
| Jahr | Platz | Wettbewerb                      | Gewichtsklasse | Ergebnisse |
| ---- | ----- | ------------------------------- | -------------- | --- |
| 2011 | 2.    | Asien-Meisterschaft in Tongling | Schwer         | mit 299 kg (141–158) hinter Meng Suping, China, 302 kg (134–170)                                                                                            |
| 2011 | 1.    | WM in Paris                     | Schwer         | mit 328 kg (146–182) vor Tatjana Kaschirina, Russland, 322 kg (147–175) und Marjam Ushman, Nigeria, 273 kg (117–156)                                        |
| 2012 | Gold  | OS in London                    | Schwer         | mit 333 kg (146–187) vor Tatjana Kaschirina, 332 kg (151–181), Hrisipe Churschudjan, Armenien, 294 kg (128–166) und Jang Mi-ran, Südkorea, 289 kg (125–164) |
| 2013 | 2.    | WM in Wrocław                   | Schwer         | mit 328 kg (146–182), hinter Tatjana Kaschirina, 332 kg (142–190) und vor Chitchanok Pulsabsakul, Thailand, 291 kg (130–160)                                |
| 2014 | 1.    | Asienspiele in Incheon/Südkorea | Schwer         | mit 334 kg (142–192), vor Maria Grabowetzkaja, Kasachstan, 302 kg (141–161) und Chitchanok Pulsabsakul, Thailand, 292 kg (131–161)                          |

## Chinesische Meisterschaften
| Jahr | Platz | Gewichtsklasse | Ergebnisse                                                                                     |
| ---- | ----- | -------------- | ---------------------------------------------------------------------------------------------- |
| 2009 | 2.    | Schwer         | mit 323 kg (148–175), hinter Qi Xihui, 324 kg (138–186), vor Mu Shuangshuang, 315 kg (140–175) |
| 2010 | 1.    | Schwer         | mit 293 kg (127–166), vor Xie Dan, 279 kg und Feng Hongyi, 275 kg                              |
| 2012 | 1.    | Schwer         | mit 328 kg (145–183), vor Meng Suping, 318 kg (140–178) und Jia Yuping, 300 kg (135–165)       |
| 2014 | 1.    | Schwer         | mit 323 kg (142–181), vor Meng Suping, 304 kg (128–176) und Jia Yuping, 303 kg (138–165)       |

## WM-Einzelmedaillen
- WM-Goldmedaillen: 2011/Stoßen – 2013/Reißen
- WM-Silbermedaillen: 2011/Reißen – 2013/Stoßen

Erläuterungen
- alle Wettbewerbe im Zweikampf, bestehend aus Reißen und Stoßen
- OS = Olympische Spiele, WM = Weltmeisterschaft
- Schwergewicht, Gewichtsklasse ab 75 kg Körpergewicht